# الذئبة والحمل
يمكن أن يمثل مرض الذئبة الكثير من التحديات لكل من الأم والطفل.
في حين أن العديد من الأطفال الذين يولدون لأمهات الذين لديهم مرض الذئبة الحمراء يتمتعون بصحة جيدة، والأمهات المصابات بمرض الذئبة يجب أن تبقى تحت الرعاية الطبية حتى الولادة. بشكل عام ، فإن النساء المصابات بمرض الذئبة، بالإضافة إلى ارتفاع ضغط الدم لديهم مخاطر متزايدة لمضاعفات الحمل. نتائج الحمل لدى النساء المصابات بمرض الذئبة اللواتي يخضعن لعمليات زراعة الكلى مماثلة لتلك التي تحدث عند متلقي الزرع دون مرض الذئبة.
النساء الحوامل والمعروفات بأن لديهن اجسام مضادة لـ La (SSB) بالعادة ما يخضعن لتخطيط صدى القلب خلال الأسبوعين السادس عشر والثلاثين من الحمل لتفقد صحة القلب والأوعية الدموية المحيطة به.
وسائل منع الحمل ينصح وغيرها من أشكال مأمونة للوقاية من الحمل بشكل روتيني للنساء المصابات بمرض الذئبة، منذ الحمل أثناء مرض نشط وجدت لتكون ضارة. كان التهاب الذئبة الكلوي هو أكثر المظاهر شيوعًا.

## إجهاض
يتسبب مرض الذئبة في زيادة معدل وفيات الجنين في الرحم والإجهاض التلقائي و يقدر معدل المواليد الأحياء الإجمالي في شخص مصاب بالذئبة بـ 72٪.
يبدو أن حالات الإجهاض في بدايات الحمل إما ليس لها سبب معروف أو أنها مرتبطة بعلامات الذئبة النشطة. يبدو أن الخسائر اللاحقة تحدث في المقام الأول بسبب متلازمه الفسفوليد . يُنصح جميع النساء المصابات بمرض الذئبة ، حتى أولئك الذين ليس لديهم تاريخ سابق للإجهاض ، بالفحص بحثًا عن الاجسام المضادة ، ومضاد تخثر الذئبة

## الذئبة الوليدية
هي ظهور أعراض مرض الذئبة لدى المولود من أم مصابة بالذئبة ، وغالبًا ما يظهر مع طفح جلدي وأحيانًا مع تشوهات جهازية مثل تضخم الكبد و الطحال . عادة ما يكون الذئبة الوليدية حميدة ومحدودة ذاتيًا. ومع ذلك، فإن تحديد الأمهات الأكثر عرضة لخطر المضاعفات يسمح بالعلاج الفوري قبل الولادة أو بعدها. بالإضافة إلى ذلك ، يمكن أن يتفاقم مرض الذئبة أثناء الحمل، ويمكن أن يحافظ العلاج المناسب على صحة الأم لفترة أطول.

## تفاقم مرض الذئبة
تم تقدير حدوث تفاقم لمرض الذئبة في حوالي 20-30 ٪ من حالات الحمل حيث تعاني الأم من مرض الذئبة. من المتوقع زيادة نشاط مرض الذئبة أثناء الحمل بسبب زيادة مستويات الهرمونات ومع ذلك ، فإن فترة الهدأة الطويلة قبل الحمل تقلل من خطر تفاقم الحالة ، مع حدوث 7-33٪ في النساء اللائي كن في فترة هدوء لمدة 6 أشهر على الأقل ، ونسبة 61-67٪ لدى النساء اللاتي لديك مرض الذئبة النشط في وقت الحمل.
إن احتدام مرض الكلى هو العرض الأكثر شيوعًا لتفاقم مرض الذئبة أثناء الحمل ، ويظهر بشكل متساوٍ في سكان الولايات المتحدة وأوروبا.
من ناحية أخرى ، فإن نوبات الذئبة تشمل الأعراض الأكثر شيوعًا لهذه التوهجات الهاب المفاصل و التعب
أيضًا ، بعد الولادة ، قد يكون هناك تفاقم لمرض الذئبة بسبب انخفاض مستويات المنشطات المضادة للالتهابات
عند تشخيص تفاقم مرض الذئبة أثناء الحمل ، يجب أن يكون هناك تشخيص لمضاعفات الحمل غير المرتبطة بمرض الذئبة والتي قد تظهر بطريقة مماثلة. على سبيل المثال ، قد يظهر الكلف المصاحب للمرض.

## تدابير وقائية عامة
قد يكون من المفضل لدى بعض المرضى الاستمرار في استخدام نوع معين من الادوية بأقل جرعة فعالة ولكن يجب موازنته مقابل الآثار الضارة المحتملة لهذه الأدوية.

## روابط خارجية
- Systemic Lupus Erythematosus and Pregnancy at Medscape. Author: Ritu Khurana. Chief Editor: David Chelmow.